# Lista monumentelor istorice din București, sector 5

Simbol pentru monumentele istorice

Lista monumentelor istorice din sectorul 5 cuprinde monumentele istorice din sectorul 5 al municipiului București înscrise în Patrimoniul cultural național al României. Lista completă este menținută și actualizată periodic de către Ministerul Culturii, Cultelor și Patrimoniului Național din România, ultima versiune datând din 2015.
Puteți căuta monumente istorice din orice sector folosind formularul de mai jos:
| Cod LMI                                | Denumire | Localitate           | Localizare | Datare, Creatori                                                 | Imagine               | Erori             |
| -------------------------------------- | --- | -------------------- | --- | ---------------------------------------------------------------- | --------------------- | ----------------- |
| B-II-s-B-17922                         | Parcelarea Fabrica de Chibrituri | municipiul București | Str. Fabrica de Chibrituri - Șos. Viilor (parțial) - Intr. Învoirii | sf. sec. XIX                                                     | Încarcă foto \| video | Raportează eroare |
| B-II-s-B-17926                         | Parcelarea Pieptănari | municipiul București | Str. Ion Băiculescu - Șos. Viilor - str. Dumitru Botez - str. Constantin Mănescu- Bd. Pieptănari - str. Tudor Dragu                                                     | prima jum. sec. XX                                               | Încarcă foto \| video | Raportează eroare |
| B-II-m-B-18438                         | Casa George Oprescu | municipiul București | Str. Clunet dr. 16 sector 5 | prima jum. sec. XX                                               |                       | Raportează eroare |
| B-II-m-B-18499                         | Casă | municipiul București | Bd. Coșbuc George 31-37 sector 5 | sf. sec. XIX - înc. sec. XX                                      |                       | Raportează eroare |
| B-II-m-B-18500                         | Fostul Seminar Teologic, azi Institutul Tehnic Militar | municipiul București | Bd. Coșbuc George 39-49 sector 5 | sf. sec. XIX - înc. sec. XX                                      |                       | Raportează eroare |
| B-II-m-B-18501                         | Casă | municipiul București | Bd. Coșbuc George 40 sector 5 | sf. sec. XIX - înc. sec. XX                                      |                       | Raportează eroare |
| B-II-m-B-18502                         | Casă | municipiul București | Bd. Coșbuc George 50 sector 5 | sf. sec. XIX - înc. sec. XX                                      |                       | Raportează eroare |
| B-II-m-B-18503                         | Casă | municipiul București | Bd. Coșbuc George 51-61 sector 5 | sf. sec. XIX - înc. sec. XX                                      |                       | Raportează eroare |
| B-II-m-B-18504                         | Casă | municipiul București | Bd. Coșbuc George 52 sector 5 | sf. sec. XIX - înc. sec. XX                                      |                       | Raportează eroare |
| B-II-m-B-18505                         | Casă | municipiul București | Bd. Coșbuc George 67 sector 5 | sf. sec. XIX - înc. sec. XX                                      |                       | Raportează eroare |
| B-II-m-B-18506                         | Casă | municipiul București | Bd. Coșbuc George 69 sector 5 | sf. sec. XIX - înc. sec. XX                                      |                       | Raportează eroare |
| B-II-m-B-18507                         | Casă | municipiul București | Bd. Coșbuc George 71 sector 5 | sf. sec. XIX - înc. sec. XX                                      |                       | Raportează eroare |
| B-II-m-B-18559                         | Casa Ion Barbu | municipiul București | Str. Davila Carol dr. 4 sector 5 | prima jum. sec. XX                                               |                       | Raportează eroare |
| B-II-m-B-18560                         | Casa M. Nicolescu | municipiul București | Str. Davila Carol dr. 8 sector 5 | prima jum. sec. XX                                               |                       | Raportează eroare |
| B-II-a-B-18604                         | Ansamblul de arhitectură „Str. Domnița Anastasia” | municipiul București | Str. Domnița Anastasia, între str. Brezoianu și str. Lipscani (numere impare) sector 5                                                                                  | sf. sec. XIX                                                     | Încarcă foto \| video | Raportează eroare |
| B-II-m-B-18605                         | Fosta Judecătorie a Ocolului 1 | municipiul București | Str. Domnița Anastasia 1 sector 5 | sf. sec. XIX                                                     | Încarcă foto \| video | Raportează eroare |
| B-II-m-B-18606                         | Casă | municipiul București | Str. Domnița Anastasia 5 sector 5 44.43362°N 26.09536°E | sf. sec. XIX                                                     | Încarcă foto \| video | Raportează eroare |
| B-II-m-B-18607                         | Casa Gheorghe Tattarescu | municipiul București | Str. Domnița Anastasia 7 sector 5 44.43377°N 26.09531°E | sf. sec. XIX                                                     | Alte imagini          | Raportează eroare |
| B-II-m-B-18608                         | Casă | municipiul București | Str. Domnița Anastasia 9 sector 5 | sf. sec. XIX                                                     | Încarcă foto \| video | Raportează eroare |
| B-II-m-B-18609                         | Casă | municipiul București | Str. Domnița Anastasia 11 sector 5 | sf. sec. XIX                                                     | Încarcă foto \| video | Raportează eroare |
| B-II-m-B-18666                         | Casă | municipiul București | Str. Eforiei 2 sector 5 44.43402°N 26.09682°E | sf. sec. XIX - prima jum. sec. XX                                | Încarcă foto \| video | Raportează eroare |
| B-II-m-A-18678                         | „Grand Hotel du Boulevard” | municipiul București | Bd. Elisabeta 21 sector 5 44.4349°N 26.0978°E | 1867 Alexandru Orăscu (arhitect)                                 | Alte imagini          | Raportează eroare |
| B-II-m-B-18679                         | Imobil | municipiul București | Bd. Elisabeta 25 sector 5 | prima jum. sec. XX                                               | Încarcă foto \| video | Raportează eroare |
| B-II-m-B-18680                         | Cinema București | municipiul București | Bd. Elisabeta 26 sector 5 44.4325°N 26.10388°E | prima jum. sec. XX                                               |                       | Raportează eroare |
| B-II-m-B-18681                         | Palatul Fostei Eforii a Spitalelor Civile - Primăria Sectorului 5, fațada principală                                                                              | municipiul București | Bd. Elisabeta 29-31 sector 5 44.43468°N 26.09637°E | 1886,1935                                                        |                       | Raportează eroare |
| B-II-m-B-18682                         | Imobil | municipiul București | Bd. Elisabeta 33 sector 5 | prima jum. sec. XX                                               | Încarcă foto \| video | Raportează eroare |
| B-II-m-B-18683                         | Cinema Capitol | municipiul București | Bd. Elisabeta 36 sector 5 44.43771°N 26.09736°E | sf. sec. XIX - înc. sec. XX                                      |                       | Raportează eroare |
| B-II-m-B-18684                         | Imobil | municipiul București | Bd. Elisabeta 37 sector 5 | prima jum. sec. XX                                               | Încarcă foto \| video | Raportează eroare |
| B-II-m-B-18685                         | Imobil | municipiul București | Bd. Elisabeta 39 sector 5 44.4346°N 26.0951°E | prima jum. sec. XX                                               |                       | Raportează eroare |
| B-II-m-B-18686                         | Imobil | municipiul București | Bd. Elisabeta 41 sector 5 44.4344°N 26.0946°E | prima jum. sec. XX                                               |                       | Raportează eroare |
| B-II-m-B-18687 (LMI92: 41B1523)        | Imobil, fostul Club Austro-Ungar | municipiul București | Bd. Elisabeta 45 sector 5 44.4342°N 26.0942°E | sf. sec. XIX - înc. sec. XX Rudolf Orvich (arhitect)             |                       | Raportează eroare |
| B-II-a-A-19655                         | Grădina Cișmigiu | municipiul București | Bd. Elisabeta 46 sector 5, (delimitată de Bd. Schitu Măgureanu - str. Știrbei Vodă - str. Poiana Narciselor - str. Ion Brezoianu - Bd. Elisabeta) 44.43713°N 26.09059°E | sec. XIX                                                         | Alte imagini          | Raportează eroare |
| B-II-m-A-18688                         | Fostul Palat al Ministerului Lucrărilor Publice, azi Palatul administrativ al Municipiului București                                                              | municipiul București | Bd. Elisabeta 47 sector 5 44.43427°N 26.09317°E | 1906-1910 Petre Antonescu (arhitect)                             |                       | Raportează eroare |
| B-II-m-B-18689                         | Colegiul Național „Gheorghe Lazăr” | municipiul București | Bd. Elisabeta 48 sector 5 44.4345°N 26.08957°E | 1890                                                             | Alte imagini          | Raportează eroare |
| B-II-m-B-18690                         | Arhivele Naționale | municipiul București | Bd. Elisabeta 49 sector 5 44.4347°N 26.0921°E | prima jum. sec. XX                                               |                       | Raportează eroare |
| B-II-m-B-18691                         | Casa Corpului Didactic | municipiul București | Bd. Elisabeta 52 sector 5 44.43459°N 26.08888°E | prima jum. sec. XX                                               |                       | Raportează eroare |
| B-II-m-B-18692                         | Ministerul Justiției | municipiul București | Bd. Elisabeta 53 sector 5 44.4347°N 26.0918°E | 1930 Constantin Iotzu (arhitect)                                 |                       | Raportează eroare |
| B-II-a-A-18706 (fost B-II-m-A-18706)   | Fosta Facultate de Medicină, azi Universitatea de Medicină și Farmacie                                                                                            | municipiul București | Bd. Eroii Sanitari 8 sector 5 | 1900-1903 Louis Pierre Blanc (arhitect)                          | Alte imagini          | Raportează eroare |
| B-II-m-A-18706.01                      | Facultate (săli, laboratoare) (C1) | municipiul București | Bd. Eroii Sanitari 8 sector 5 |                                                                  | Încarcă foto \| video | Raportează eroare |
| B-II-m-A-18706.02                      | Anexă gard (C4) | municipiul București | Bd. Eroii Sanitari 8 sector 5 |                                                                  | Încarcă foto \| video | Raportează eroare |
| B-II-m-A-18706.03                      | Anexă gard (C5) | municipiul București | Bd. Eroii Sanitari 8 sector 5 |                                                                  | Încarcă foto \| video | Raportează eroare |
| B-II-m-A-18706.04                      | Laboratoare (C19) | municipiul București | Bd. Eroii Sanitari 8 sector 5 |                                                                  | Încarcă foto \| video | Raportează eroare |
| B-II-m-A-18706.05                      | Elementul de delimitare a imobilului în raport cu domeniul public aferent bulevardului                                                                            | municipiul București | Bd. Eroii Sanitari 8 sector 5 |                                                                  |                       | Raportează eroare |
| B-II-m-B-18707                         | Casă | municipiul București | Bd. Eroii Sanitari 12 sector 5 | prima jum. sec. XX                                               |                       | Raportează eroare |
| B-II-m-B-18708                         | Casă | municipiul București | Bd. Eroii Sanitari 18 sector 5 | prima jum. sec. XX                                               |                       | Raportează eroare |
| B-II-m-B-18709                         | Casă | municipiul București | Bd. Eroii Sanitari 59 sector 5 | prima jum. sec. XX                                               |                       | Raportează eroare |
| B-II-m-B-18710                         | Casă | municipiul București | Bd. Eroii Sanitari 61 sector 5 | prima jum. sec. XX                                               |                       | Raportează eroare |
| B-II-m-B-18711                         | Casă | municipiul București | Bd. Eroii Sanitari 69 sector 5 | prima jum. sec. XX                                               |                       | Raportează eroare |
| B-II-m-B-18712                         | Casă | municipiul București | Bd. Eroii Sanitari 71 sector 5 | prima jum. sec. XX                                               |                       | Raportează eroare |
| B-II-m-B-18713                         | Casă | municipiul București | Bd. Eroii Sanitari 73 sector 5 | prima jum. sec. XX                                               |                       | Raportează eroare |
| B-II-m-B-18715                         | Casă | municipiul București | Bd. Eroii Sanitari 89 sector 5 | prima jum. sec. XX                                               |                       | Raportează eroare |
| B-II-m-B-18891                         | Blocul „Tinerimea Română” | municipiul București | Str. Gutenberg 19 sector 5 | prima jum. sec. XX                                               |                       | Raportează eroare |
| B-II-m-B-18935                         | Casă | municipiul București | Str. Ilfov 3 sector 5 | sf. sec. XIX                                                     | Încarcă foto \| video | Raportează eroare |
| B-II-m-B-18937                         | Imobil | municipiul București | Splaiul Independenței 1 sector 5 44.42865°N 26.10067°E | 1927                                                             | Încarcă foto \| video | Raportează eroare |
| B-II-m-B-18942                         | Căminul Institutului medico-farmaceutic | municipiul București | Splaiul Independenței 46-48 sector 5 44.4334°N 26.08946°E | sf. sec. XIX                                                     | Alte imagini          | Raportează eroare |
| B-II-m-B-18943                         | Casă | municipiul București | Splaiul Independenței 66 sector 5 44.43382°N 26.08612°E | sf. sec. XIX                                                     | Alte imagini          | Raportează eroare |
| B-II-m-B-21056                         | Casa Pompiliu Eliade | municipiul București | Splaiul Independenței 74 sector 5 44.43391°N 26.08446°E | 1907                                                             |                       | Raportează eroare |
| B-II-m-B-18944                         | Facultatea de Medicină Veterinară | municipiul București | Splaiul Independenței 105 sector 5 | sf. sec. XIX                                                     | Alte imagini          | Raportează eroare |
| B-II-m-B-18945                         | Casă | municipiul București | Splaiul Independenței 114 sector 5 | sf. sec. XIX - înc. sec. XX                                      | Încarcă foto \| video | Raportează eroare |
| B-II-m-B-18946                         | Casă | municipiul București | Splaiul Independenței 195 sector 5 44.43868°N 26.06868°E | sf. sec. XIX - înc. sec. XX                                      |                       | Raportează eroare |
| B-II-a-A-18971 (RAN: 179132)           | Ansamblul Mănăstirii Antim | municipiul București | Str. Ivireanu Antim mitropolit 29 sector 5 44.42634°N 26.09377°E | sec. XVIII - XX                                                  |                       | Raportează eroare |
| B-II-m-A-18971.01 (RAN: 179132.133.01) | Biserica „Toți Sfinții” | municipiul București | Str. Ivireanu Antim mitropolit 29 sector 5 44.42611°N 26.0936°E | 1714                                                             | Alte imagini          | Raportează eroare |
| B-II-m-A-18971.02 (RAN: 179132.133.02) | Paraclis | municipiul București | Str. Ivireanu Antim mitropolit 29 sector 5 44.42617°N 26.09373°E | 1715                                                             | Alte imagini          | Raportează eroare |
| B-II-m-A-18971.03                      | Casă egumenească | municipiul București | Str. Ivireanu Antim mitropolit 29 sector 5 44.42611°N 26.09358°E | jum. sec. XIX                                                    |                       | Raportează eroare |
| B-II-m-A-18971.04 (RAN: 179132.133.03) | Cuhnie | municipiul București | Str. Ivireanu Antim mitropolit 29 sector 5 | 1715                                                             | Încarcă foto \| video | Raportează eroare |
| B-II-m-A-18971.05                      | Clopotniță | municipiul București | Str. Ivireanu Antim mitropolit 29 sector 5 44.42593°N 26.09332°E | jum. sec. XIX                                                    |                       | Raportează eroare |
| B-II-m-A-18971.06                      | Palatul Bibliotecii Sfântului Sinod | municipiul București | Str. Ivireanu Antim mitropolit 29 sector 5 | 1912                                                             |                       | Raportează eroare |
| B-II-m-A-18972                         | Biserica „Buna Vestire” - Schitul Maicilor | municipiul București | Str. Ivireanu Antim mitropolit 47 sector 5 44.42506°N 26.09197°E | 1726                                                             | Alte imagini          | Raportează eroare |
| B-II-a-B-18973                         | Ansamblul de arhitectură „Str. Învoirii” | municipiul București | Str. Învoirii sector 5 | sf. sec. XIX                                                     | Încarcă foto \| video | Raportează eroare |
| B-II-m-A-19003                         | Facultatea de Drept, Universitatea București | municipiul București | Bd. Kogălniceanu Mihail 36-46 sector 5 | 1933-1935 Petre Antonescu (arhitect)                             |                       | Raportează eroare |
| B-II-m-B-19004                         | Opera Română | municipiul București | Bd. Kogălniceanu Mihail 50 sector 5 44.43604°N 26.07958°E | 1953 Octav Doicescu, Paraschiva Iubu (arhitect)                  |                       | Raportează eroare |
| B-II-m-B-19018                         | Vama Poștei | municipiul București | Str. Lipscani 1 sector 5, Str. Anghel Saligny 2 sector 5 44.433°N 26.094°E                                                                                              | 1913 Statie Ciortan (arhitect)                                   |                       | Raportează eroare |
| B-II-m-B-19049                         | Vilă | municipiul București | Str. Lister dr. 6 sector 5 | prima jum. sec. XX                                               |                       | Raportează eroare |
| B-II-m-B-19050                         | Vilă | municipiul București | Str. Lister dr. 8 sector 5 | prima jum. sec. XX                                               |                       | Raportează eroare |
| B-II-m-B-19051                         | Vilă | municipiul București | Str. Lister dr. 17 sector 5 | prima jum. sec. XX                                               |                       | Raportează eroare |
| B-II-m-B-19052                         | Vilă | municipiul București | Str. Lister dr. 21 sector 5 | prima jum. sec. XX                                               |                       | Raportează eroare |
| B-II-m-B-19053                         | Vilă | municipiul București | Str. Lister dr. 25 sector 5 | prima jum. sec. XX                                               |                       | Raportează eroare |
| B-II-m-B-19054                         | Vilă | municipiul București | Str. Lister dr. 27 sector 5 | prima jum. sec. XX                                               |                       | Raportează eroare |
| B-II-m-B-19055                         | Vilă | municipiul București | Str. Lister dr. 29 sector 5 | prima jum. sec. XX                                               |                       | Raportează eroare |
| B-II-m-B-19056                         | Vilă | municipiul București | Str. Lister dr. 32 sector 5 | prima jum. sec. XX                                               |                       | Raportează eroare |
| B-II-m-B-19153                         | Casa Ion Minulescu | municipiul București | Str. Marinescu Gh. prof. dr. 19 sector 5 | prima jum. sec. XX                                               |                       | Raportează eroare |
| B-II-m-B-19189                         | Casă | municipiul București | Str. Mihai Vodă 5 sector 5 44.43263°N 26.09592°E | sf. sec. XIX - prima jum. sec. XX                                |                       | Raportează eroare |
| B-II-m-B-19190                         | Casă | municipiul București | Str. Mihai Vodă 7 sector 5 44.43262°N 26.09554°E | sf. sec. XIX - prima jum. sec. XX                                | Încarcă foto \| video | Raportează eroare |
| B-II-m-B-19191                         | Casă | municipiul București | Str. Mihai Vodă 9 sector 5 44.43261°N 26.09541°E | sf. sec. XIX - prima jum. sec. XX                                | Încarcă foto \| video | Raportează eroare |
| B-II-m-B-19192                         | Casă | municipiul București | Str. Mihai Vodă 11 sector 5 44.43261°N 26.09528°E | sf. sec. XIX - prima jum. sec. XX                                | Încarcă foto \| video | Raportează eroare |
| B-II-m-B-19193                         | Casă | municipiul București | Str. Mihai Vodă 13 sector 5 44.4326°N 26.09513°E | sf. sec. XIX - prima jum. sec. XX                                |                       | Raportează eroare |
| B-II-m-B-19194                         | Casă | municipiul București | Str. Mihai Vodă 15 sector 5 44.43259°N 26.09499°E | sf. sec. XIX - prima jum. sec. XX                                |                       | Raportează eroare |
| B-II-m-B-19216                         | Casă | municipiul București | Str. Mircea cel Bătrân 16 sector 5 44.40422°N 26.0561°E | sf. sec. XIX - prima jum. sec. XX                                | Încarcă foto \| video | Raportează eroare |
| B-II-m-B-19225                         | Vilă | municipiul București | Str. Mirinescu Mihail dr. 2 sector 5 | prima jum. sec. XX                                               |                       | Raportează eroare |
| B-II-m-B-19226                         | Vila Aurelia | municipiul București | Str. Mirinescu Mihail dr. 4 sector 5 | prima jum. sec. XX                                               |                       | Raportează eroare |
| B-II-m-B-19319                         | Casă | municipiul București | Șos. Panduri 28 sector 5 | sf. sec. XIX                                                     |                       | Raportează eroare |
| B-II-m-A-19320                         | Academia de Înalte Studii Militare | municipiul București | Șos. Panduri 62-68 sector 5 | 1937-1939                                                        |                       | Raportează eroare |
| B-II-m-B-19321                         | Întreprinderea „Uzinele Chimice Române” (cu excepția imobilelor identificate în documentație cu indicativele C1, C2, C3, C5, C6, C8, C9, C10, C11, C12, C13, C14) | municipiul București | Șos. Panduri 71-75 sector 5 | sf. sec. XIX - prima jum. sec. XX                                |                       | Raportează eroare |
| B-II-a-A-19322                         | Ansamblul fostului Azil „Elena Doamna” | municipiul București | Șos. Panduri 90-92 sector 5 | sf. sec. XIX - prima jum. sec. XX                                |                       | Raportează eroare |
| B-II-m-A-19323                         | Capela Elisabeta Doamna | municipiul București | Șos. Panduri 90-92 sector 5 44.43129°N 26.06162°E | 1865-1870                                                        | Alte imagini          | Raportează eroare |
| B-II-m-A-19324                         | Azilul Elena Doamna | municipiul București | Șos. Panduri 90-92 sector 5 | 1865-1870                                                        |                       | Raportează eroare |
| B-II-m-B-19501                         | Palatul și Fabrica de bere „Bragadiru” | municipiul București | Calea Rahovei 147-159 sector 5 44.42041°N 26.08493°E | 1894-1895 A. Schuckerl (arhitect)                                | Alte imagini          | Raportează eroare |
| B-II-m-B-19502                         | Casă | municipiul București | Calea Rahovei 163 sector 5 | sf. sec. XIX - prima jum. sec. XX                                |                       | Raportează eroare |
| B-II-m-B-19503                         | Casă | municipiul București | Calea Rahovei 169 sector 5 44.41874°N 26.08329°E | sf. sec. XIX - prima jum. sec. XX                                |                       | Raportează eroare |
| B-II-m-B-19504                         | Casă | municipiul București | Calea Rahovei 171 sector 5 44.41868°N 26.08323°E | sf. sec. XIX - prima jum. sec. XX                                |                       | Raportează eroare |
| B-II-m-B-19505                         | Casă | municipiul București | Calea Rahovei 173 sector 5 44.41863°N 26.08318°E | sf. sec. XIX - prima jum. sec. XX                                |                       | Raportează eroare |
| B-II-m-B-19506                         | Casă | municipiul București | Calea Rahovei 181 sector 5 44.41824°N 26.08275°E | sf. sec. XIX - prima jum. sec. XX                                |                       | Raportează eroare |
| B-II-m-B-19507                         | Casă | municipiul București | Calea Rahovei 189 sector 5 44.41725°N 26.0816°E | sf. sec. XIX - prima jum. sec. XX                                | Încarcă foto \| video | Raportează eroare |
| B-II-m-B-19508                         | Vama antrepozite | municipiul București | Calea Rahovei 196 sector 5 | sf. sec. XIX - prima jum. sec. XX                                |                       | Raportează eroare |
| B-II-m-B-19509                         | Casă | municipiul București | Calea Rahovei 200 sector 5 | sf. sec. XIX - prima jum. sec. XX                                |                       | Raportează eroare |
| B-II-m-B-19510                         | Casă | municipiul București | Calea Rahovei 216 sector 5 44.41735°N 26.0812°E | sf. sec. XIX - prima jum. sec. XX                                |                       | Raportează eroare |
| B-II-m-B-19511                         | Casă | municipiul București | Calea Rahovei 218 sector 5 44.4173°N 26.08111°E | sf. sec. XIX - prima jum. sec. XX                                |                       | Raportează eroare |
| B-II-m-B-19512                         | Casă | municipiul București | Calea Rahovei 220 sector 5 44.41722°N 26.08098°E | sf. sec. XIX - prima jum. sec. XX                                |                       | Raportează eroare |
| B-II-m-B-19513                         | Casă | municipiul București | Calea Rahovei 222 sector 5 44.41715°N 26.08088°E | sf. sec. XIX - prima jum. sec. XX                                |                       | Raportează eroare |
| B-II-m-B-19514                         | Casă | municipiul București | Calea Rahovei 232 sector 5 44.4166°N 26.0799°E | sf. sec. XIX - prima jum. sec. XX                                |                       | Raportează eroare |
| B-II-m-B-19518                         | Fostele grajduri regale | municipiul București | Str. Răzoare 2 sector 5 | sf. sec. XIX - prima jum. sec. XX                                | Încarcă foto \| video | Raportează eroare |
| B-II-m-B-19539                         | Casă | municipiul București | Str. Râureanu dr. 4 sector 5 | sf. sec. XIX - prima jum. sec. XX                                | Încarcă foto \| video | Raportează eroare |
| B-II-m-B-19540                         | Casă | municipiul București | Str. Râureanu dr. 10 sector 5 | sf. sec. XIX - prima jum. sec. XX                                |                       | Raportează eroare |
| B-II-m-B-19541                         | Casă | municipiul București | Str. Râureanu dr. 12 sector 5 | sf. sec. XIX - prima jum. sec. XX                                | Încarcă foto \| video | Raportează eroare |
| B-II-a-A-19644 (RAN: 179132.106)       | Ansamblul Bisericii Mihai Vodă | municipiul București | Str. Sapienței 4 sector 5 (ansamblu translatat din Dealul Mihai Vodă) 44.43166°N 26.09305°E                                                                             | sec. XVI - XIX                                                   | Alte imagini          | Raportează eroare |
| B-II-m-A-19644.01 (RAN: 179132.106.01) | Biserica „Sf. Ierarh Nicolae” - Mihai Vodă | municipiul București | Str. Sapienței 4 sector 5 44.43216°N 26.09264°E | 1591, sec. XIX - XX                                              |                       | Raportează eroare |
| B-II-m-A-19644.02 (RAN: 179132.106.02) | Turn clopotniță | municipiul București | Str. Sapienței 4 sector 5 | 1591, sec. XIX - XX                                              |                       | Raportează eroare |
| B-II-m-B-19645 (RAN: 179132.98)        | Biserica „Adormirea Maicii Domnului” - Sapienței | municipiul București | Str. Sapienței 5 sector 5 44.43123°N 26.09294°E | sec. XVIII                                                       |                       | Raportează eroare |
| B-II-m-B-19674                         | Biserica „Sf. Elefterie Nou” | municipiul București | Str. Sfântul Elefterie 1 sector 5 44.43356°N 26.07692°E | sec. XX Constantin Iotzu (arhitect), Dumitru Marcu (constructor) |                       | Raportează eroare |
| B-II-m-A-19675 (RAN: 179132.100)       | Biserica „Sf. Elefterie Vechi” | municipiul București | Str. Sfântul Elefterie 15B sector 5 44.43297°N 26.07393°E | 1744                                                             | Alte imagini          | Raportează eroare |
| B-II-m-B-19676                         | Casa actorului V. Maximilian | municipiul București | Str. Sfântul Elefterie 54 sector 5 44.4329°N 26.0721°E | sf. sec. XIX - prima jum. sec. XX                                |                       | Raportează eroare |
| B-II-a-A-19681                         | Ansamblul Bisericii „Sf. Apostoli” | municipiul București | Str. Sfinții Apostoli 1 sector 5 44.4294°N 26.0942°E | sec. XVI - XX                                                    |                       | Raportează eroare |
| B-II-m-A-19681.01 (RAN: 179132.90)     | Biserica „Sf. Apostoli” | municipiul București | Str. Sfinții Apostoli 1 sector 5 44.42944°N 26.09421°E | sec. XVII - XX                                                   |                       | Raportează eroare |
| B-II-m-A-19681.02                      | Casă parohială | municipiul București | Str. Sfinții Apostoli 1 sector 5 | sf. sec. XIX - prima jum. sec. XX                                |                       | Raportează eroare |
| B-II-m-A-19681.03 (RAN: 179132.140)    | Fundațiile Mănastirii Târnovului | municipiul București | Str. Sfinții Apostoli 1 sector 5 | sec. XVI                                                         | Încarcă foto \| video | Raportează eroare |
| B-II-m-A-19682                         | Biserica „Înălțarea Domnului” - Domnița Bălașa | municipiul București | Str. Sfinții Apostoli 60 sector 5 44.42805°N 26.1°E | 1885-1890 Alexandru Orăscu (arhitect)                            | Alte imagini          | Raportează eroare |
| B-II-m-A-19691 (RAN: 179132.141)       | Biserica „Sf. Ilie” - Gorgani | municipiul București | Str. Silfidelor 3-7 sector 5 44.43387°N 26.09098°E | sec. XVII - XVIII                                                | Alte imagini          | Raportează eroare |
| B-II-m-B-19695 (RAN: 179132.142)       | Biserica „Sf. Ilie” - Rahova | municipiul București | Str. Silvestru Constantin 79 sector 5 44.426°N 26.0977°E | jum. sec. XVIII, 1838                                            | Alte imagini          | Raportează eroare |
| B-II-m-B-19821                         | Casa Principelui Nicolae | municipiul București | Str. Turnescu Nicolae dr. 1 sector 5 | sf. sec. XIX                                                     | Încarcă foto \| video | Raportează eroare |
| B-II-m-B-19830                         | Casa Florescu | municipiul București | Str. Vânători 4 sector 5 | sec. XVIII                                                       | Încarcă foto \| video | Raportează eroare |
| B-II-m-B-19881                         | Casă | municipiul București | Str. Vistierilor 5 sector 5 |                                                                  | Încarcă foto \| video | Raportează eroare |
| B-II-m-B-19892                         | Casă | municipiul București | Bd. Vladimirescu Tudor 15 sector 5 | prima jum. sec. XX                                               | Încarcă foto \| video | Raportează eroare |
| B-II-m-B-19893                         | Casă | municipiul București | Bd. Vladimirescu Tudor 23 sector 5 | prima jum. sec. XX                                               | Încarcă foto \| video | Raportează eroare |
| B-III-m-B-19951                        | Monumentul pompierilor din Dealul Spirii | municipiul București | Calea 13 Septembrie f.n. sector 5 44.42543°N 26.07716°E | 1899-1901 Wladimir Hegel (sculptor)                              |                       | Raportează eroare |
| B-III-m-B-19955                        | Monumentul Eroilor Sanitari | municipiul București | Piața Babeș Victor f.n. sector 5 44.43453°N 26.07694°E | inaugurat 1932 Raffaello Romanelli                               | Alte imagini          | Raportează eroare |
| B-III-m-B-19981                        | Statuia dr. Carol Davila | municipiul București | Bd. Eroii Sanitari 8 sector 5 44.43438°N 26.0696°E | 1903 Carol Storck (sculptor)                                     | Alte imagini          | Raportează eroare |
| B-III-m-A-19982                        | Monumentul Eroilor Patriei | municipiul București | Bd. Eroilor f.n. sector 5 44.4304°N 26.06682°E | 1958 Marius Butunoiu, Zoe Băicoianu, Ion Dămăceanu, T. Ionescu   |                       | Raportează eroare |
| B-III-m-B-19990                        | Bustul prof. dr. Victor Babeș | municipiul București | Splaiul Independenței 103 sector 5, în curtea Institutului Cantacuzino 44.433°N 26.082°E                                                                                | Cornel Medrea (sculptor)                                         |                       | Raportează eroare |
| B-III-m-B-19991                        | Bustul dr. I. Cantacuzino | municipiul București | Splaiul Independenței 103 sector 5, în curtea Institutului Cantacuzino 44.433°N 26.082°E                                                                                | Cornel Medrea (sculptor)                                         |                       | Raportează eroare |
| B-III-m-B-19998                        | Statuia lui George Enescu | municipiul București | Bd. Kogălniceanu Mihail 50 sector 5, în Parcul Operei Naționale 44.43471°N 26.07923°E                                                                                   | 1971 Ion Jalea (sculptor)                                        |                       | Raportează eroare |
| B-III-m-A-19997                        | Statuia lui Mihail Kogălniceanu | municipiul București | Piața Kogălniceanu Mihail f.n. sector 5 44.43455°N 26.08779°E | 1936 Oscar Han (sculptor)                                        | Încarcă foto \| video | Raportează eroare |
| B-III-m-B-20019                        | Monumentul Anei Davila | municipiul București | Șos. Panduri 90 sector 5 în incinta Institutului Pedagogic 44.43159°N 26.06179°E                                                                                        | 1890 Karl Storck (sculptor) Carol Storck (sculptor)              | Alte imagini          | Raportează eroare |
| B-III-m-B-20027                        | Bustul lui Dimitrie Bolintineanu | municipiul București | Calea Rahovei 355 sector 5, în curtea Liceului „Dimitrie Bolintineanu” 44.40932°N 26.06912°E                                                                            | 1970 Mac Constantinescu (sculptor)                               | Încarcă foto \| video | Raportează eroare |
| B-III-m-B-20052                        | Monumentul Domniței Bălașa | municipiul București | Str. Sfinții Apostoli 60 sector 5, în curtea Bisericii Domnița Bălașa 44.428°N 26.1°E                                                                                   | 1881 Karl Storck (sculptor)                                      | Alte imagini          | Raportează eroare |
| B-IV-m-B-20073                         | Mormântul dr. Carol Davila și al Anei Davila | municipiul București | Str. Demosthen Atanase dr. f.n. sector 5, în spațiul verde de la intersecția cu str. Ana Davila                                                                         | 1903                                                             |                       | Raportează eroare |
| B-IV-m-B-20077                         | Placa memorială Armand Călinescu | municipiul București | Bd. Eroii Sanitari f.n. sector 5 |                                                                  | Încarcă foto \| video | Raportează eroare |
| B-IV-m-B-20103                         | Mormântul prof. dr. Victor Babeș | municipiul București | Splaiul Independenței 103 sector 5, în curtea Institutului Cantacuzino 44.43277°N 26.08222°E                                                                            |                                                                  | Încarcă foto \| video | Raportează eroare |
| B-IV-m-B-20114                         | Monumentul funerar al Zoiței Doamna | municipiul București | Str. Sfinții Apostoli 60 sector 5 în Biserica Domnița Bălașa 44.428°N 26.1°E                                                                                            | Jules Roulleau (sculptor)                                        | Alte imagini          | Raportează eroare |
| B-IV-m-B-20115                         | Monumentul funerar al Domniței Bălașa | municipiul București | Str. Sfinții Apostoli 60 sector 5, în curtea Bisericii Domnița Bălașa 44.428°N 26.1°E                                                                                   | 1884 Ion Georgescu (sculptor)                                    | Alte imagini          | Raportează eroare |